# Johann Martin Pacher von Theinburg
Johann Martin Pacher, seit 1823 Pacher von Theinburg (* 24. Mai 1772 in Moldauthein; † 7. September 1845 in Wien) war ein österreichischer Industrieller aus der Familie Pacher von Theinburg. Ab 1817 fungierte er als Direktor der Oesterreichischen Nationalbank.

## Leben
Pacher war als Vertreter des Prager bürgerlichen Handelsstandes Mitglied der Tilgungsdeputation von der Gründung 1812 bis zu deren Auflösung. Ab 1816 war er Mitglied der Oesterreichischen Nationalbank, 1817 wurde er zum Direktor ernannt, er wirkte entscheidend am Entwurf der Statuten des Institutes mit. 1823 erwarb er die 1811 von Peter von Braun gegründeten Baumwollspinnereien in Schönau an der Triesting und Sollenau; ebenfalls 1823 wurde er als „Pacher von Theinburg“ in den erblichen österreichischen Adelsstand erhoben.

## Familie
Aus der Verbindung mit Katharina Mussbrock gingen Ludowika (1804–1877), Ludwig (1807–1861), Gustav (1808–1855), und Sophie (1814–1905) hervor.